# Daniel Sirera
Daniel Sirera i Bellés, né le 30 juillet 1967 à Badalone, est un homme politique espagnol membre du Parti populaire (PP).

## Biographie

### Vie privée
Daniel Sirera i Bellés naît 30 juillet 1967 à Badalone. Il est le père de deux enfants. Licencié en droit, il est avocat au barreau de Barcelone.

### Engagement politique

#### Parlementaire catalan
Entre 1995 et 2010, Daniel Sirera siège au Parlement de Catalogne comme député de la circonscription de Barcelone.

#### Président du PP de Catalogne
Le 21 juillet 2007, deux jours après la démission de Josep Piqué, Daniel Sirera est nommé par le comité exécutif régional président du Parti populaire de Catalogne (PPC) alors qu'il était jusqu'à présent secrétaire à la Communication et porte-parole du groupe parlementaire.
Alors qu'il souhaitait se présenter à sa succession l'année suivante, il y renonce à la demande de la direction nationale au profit d'Alicia Sánchez-Camacho.

#### Candidat à la mairie de Barcelone
Daniel Sirera est recruté, le 2 février 2022, par Carlos Mazón, récemment élu président du Parti populaire de la Communauté valencienne (PPCV), pour être son directeur de cabinet. À peine un an plus tard, il est investi par le Parti populaire, par décision personnelle de son président, Alberto Núñez Feijóo, comme tête de liste aux élections municipales du 28 mai à Barcelone.